# 保本基金
保本基金是證券投資基金的一種，指基金公司在基金合同中保證投資者本金安全的基金。保本基金的前提條件，是投資者需持有一定的期限，若提前贖回，則不能享受保本的待遇。
保本基金主要投資於風險很低的證券，以保證投資者到期時至少能夠取回本金之餘，仍有機會獲取一定回報。一般而言，保本基金的回報通常是高於銀行存款利息。
保本基金通常會設有擔保人。如果在保本基金到期時，可贖回金額低於本金，擔保人會提供擔保，使投資者能夠贖回與本金等額的金錢。
比较常见的投资方式是利用资金中的一部分，比如75％投入一个无息债券合同，这个合同通常就是有担保人提供。而这个无息债券会在保本基金到期的同一天到期，而返还面值正好就是需要保证的本金。另外较小一部分资金被用来实际投资。为了达到与全额投资相等的效果，可能会使用杠杆机制，从而在事实上放大风险。
另外，保本基金可能会收取比一般不保本基金更高的管理费用。